# Emmanuel Petit
Emmanuel Petit (Dieppe, 1970. szeptember 22. –) francia válogatott labdarúgó, az 1998-as labdarúgó-világbajnokságot és a 2000-es labdarúgó-Európa-bajnokságot megnyerő francia válogatott tagja.

## Pályafutása

### Klubcsapatban
Emmanuel Petit az ES Argues csapatában kezdte pályafutását, ahol korábban bátyja is játszott. 1988-ban, amikor betöltötte a tizennyolcadik életévét, aláírt az AS Monaco csapatához, amelynek akkoriban Arséne Wenger volt a vezetőedzője. Hamar sikerült a nagyhercegség csapatában alapemberré válnia, bár Petit ekkoriban nem a középpályán, hanem többnyire középső védőként vagy balbekként szerepelt a csapatban. Ebben az időszakban Francia Kupát, valamint bajnokságot is nyert a piros-fehérekkel. 1997 júniusában Angliába az Arsenal csapatához igazolt. Ebben a döntésében fontos szerepet játszott volt edzője, Arséne Wenger is, aki maga hívta a tehetséges játékost az Arsenalhoz, ahol szintén összejött neki a bajnoki- és kupaarany. Petit Londonban már védekező középpályásként szerepelt Patrick Vieira mellett, de néha a középpálya bal oldalán is feltűnt. 1998-ban Petit begyűjtötte a Premier League bajnoki aranyát, továbbá FA Kupátis megnyerte a csapattal. 1998-ban a legnagyobb sikerét érte el a válogatottban, melynek 1990 és 2003 között volt a tagja. A hazai rendezésű világbajnokságon aranyérmet szereztek. Petit két góllal járult hozzá a sikerhez, előbb a dánok kapuját vette be egy távoli lövéssel, majd a döntőben Brazília ellen ő szerezte a harmadik gólt. Két évvel később az Európa-bajnok csapatnak is a tagja volt, akárcsak az ázsiai világbajnokságon lőtt gól nélkül kieső gall gárdának is. Petit 2000-ben a Barcelonához igazolt, de nem jött be neki a váltás. Itt visszakerült a védelembe, de folyamatos sérülései és az edzővel, Llorenç Serra Ferrerrel való problémái miatt egy szezon után, s mindössze egy lőtt góllal a háta mögött visszatért Londonba, de ezúttal már a Chelsea-hez, de a játékban sérülései folyamatosan hátráltatták. 2004-ben átadólistára került, s bár fél évig próbálkozott csapatot találni, 2005-ben visszavonult az aktív futballtól.

### A válogatottban
Petit 63 meccsen 6 gólt szerzett a válogatottban. 1998-ban tagja volt a világbajnok és a 2000-es Európa-bajnok francia együttesnek is. A vb-n 2 gólt is szerzett, dán labdarúgó-válogatott ellen, illetve a döntőben brazil labdarúgó-válogatott ellen. 2002-es Vb-n leszereplő válogatott tagja is volt, 3 meccsen 1 pontot szereztek.

## Sikerei, díjai

### Monaco
- Francia bajnok (1): 1996–1997
- Francia kupa győztes (1): 1990–1991

### Arsenal
- Angol bajnok (1): 1997–1998
- Angol kupa győztes (1): 1997–1998
- Angol szuperkupa győztes (2): 1998, 1999

### Válogatottban
- Világbajnok (1): 1998
- Európa bajnok (1): 2000

### Egyéni
- Az év újonca az francia első osztályban: 1990[4]
- A hónap játékosa a premier leagueben (1): 1998. április
- Onze de Bronze (1): 1998
- Az év PFA csapatában (1): 1998–1999

### Egyéb
- francia Becsületrend :1998[5]

## Statisztika
| Klub             | Klub             | Klub             | Bajnokság       | Bajnokság | Kupa            | Kupa            | Ligakupa            | Ligakupa            | Nemzetközi      | Nemzetközi | Összesen        | Összesen |
| Szezon           | Klub             | League           | Pályára Lépések | Gólok     | Pályára Lépések | Gólok           | Pályára Lépések     | Gólok               | Pályára Lépések | Gólok      | Pályára Lépések | Gólok    |
| Franciaország    | Franciaország    | Franciaország    | Bajnokság       | Bajnokság | Coupe de France | Coupe de France | Coupe de la Ligue   | Coupe de la Ligue   | Európa          | Európa     | Összesen        | Összesen |
| ---------------- | ---------------- | ---------------- | --------------- | --------- | --------------- | --------------- | ------------------- | ------------------- | --------------- | ---------- | --------------- | -------- |
| 1988–1989        | Monaco           | Division 1       | 9               | 0         | 9               | 1               | -                   | -                   | 0               | 0          | 18              | 1        |
| 1989–1990        | Monaco           | Division 1       | 28              | 0         | 1               | 0               | -                   | -                   | 7               | 0          | 36              | 0        |
| 1990–1991        | Monaco           | Division 1       | 27              | 1         | 6               | 0               | -                   | -                   | 5               | 0          | 38              | 1        |
| 1991–1992        | Monaco           | Division 1       | 28              | 0         | 4               | 0               | -                   | -                   | 7               | 0          | 39              | 0        |
| 1992–1993        | Monaco           | Division 1       | 25              | 1         | 2               | 0               | -                   | -                   | -               | -          | 27              | 1        |
| 1993–1994        | Monaco           | Division 1       | 28              | 0         | 2               | 0               | -                   | -                   | 10              | 0          | 40              | 0        |
| 1994–1995        | Monaco           | Division 1       | 25              | 1         | 1               | 0               | 1                   | 0                   | -               | -          | 27              | 1        |
| 1995–1996        | Monaco           | Division 1       | 23              | 1         | 3               | 0               | 0                   | 0                   | 1               | 0          | 27              | 1        |
| 1996–1997        | Monaco           | Division 1       | 29              | 0         | 1               | 0               | 3                   | 0                   | 7               | 0          | 40              | 0        |
| Anglia           | Anglia           | Anglia           | League          | League    | FA Kupa         | FA Kupa         | Liga                | Liga                | Európa          | Európa     | Összesen        | Összesen |
| 1997–1998        | Arsenal          | Premier League   | 32              | 2         | 7               | 0               | 3                   | 0                   | 2               | 0          | 44              | 2        |
| 1998–1999        | Arsenal          | Premier League   | 26              | 4         | 3               | 2               | 0                   | 0                   | 3               | 0          | 32              | 6        |
| 1999–2000        | Arsenal          | Premier League   | 27              | 3         | 3               | 0               | 0                   | 0                   | 10              | 0          | 40              | 3        |
| Spanyolország    | Spanyolország    | Spanyolország    | Bajnokság       | Bajnokság | Copa del Rey    | Copa del Rey    | Supercopa de España | Supercopa de España | Európa          | Európa     | Összesen        | Összesen |
| 2000–2001        | Barcelona        | La Liga          | 23              | 1         | 5               | 0               | -                   | -                   | 10              | 0          | 38              | 1        |
| Anglia           | Anglia           | Anglia           | League          | League    | FA Kupa         | FA Kupa         | Liga                | Liga                | Európa          | Európa     | Összesen        | Összesen |
| 2001–2002        | Chelsea          | Premier League   | 27              | 1         | 6               | 0               | 2                   | 0                   | 3               | 0          | 38              | 1        |
| 2002–2003        | Chelsea          | Premier League   | 24              | 1         | 5               | 0               | 1                   | 1                   | 1               | 0          | 31              | 2        |
| 2003–2004        | Chelsea          | Premier League   | 4               | 0         | 1               | 0               | 0                   | 0                   | 2               | 0          | 7               | 0        |
| Összesen         | Franciaország    | Franciaország    | 222             | 4         | 29              | 1               | 4                   | 0                   | 37              | 0          | 292             | 5        |
| Összesen         | Anglia           | Anglia           | 140             | 11        | 25              | 2               | 6                   | 1                   | 21              | 0          | 192             | 14       |
| Összesen         | Spanyolország    | Spanyolország    | 23              | 1         | 5               | 0               | 0                   | 0                   | 10              | 0          | 38              | 1        |
| Karrier Összesen | Karrier Összesen | Karrier Összesen | 385             | 16        | 59              | 3               | 10                  | 1                   | 68              | 0          | 522             | 20       |

### Válogatottban
| Franciaország | Franciaország   | Franciaország |
| Évek          | Pályára Lépések | Gólok         |
| ------------- | --------------- | ------------- |
| 1990          | 1               | 0             |
| 1991          | 0               | 0             |
| 1992          | 5               | 0             |
| 1993          | 7               | 0             |
| 1994          | 1               | 0             |
| 1995          | 0               | 0             |
| 1996          | 1               | 0             |
| 1997          | 2               | 0             |
| 1998          | 10              | 2             |
| 1999          | 5               | 1             |
| 2000          | 14              | 1             |
| 2001          | 7               | 1             |
| 2002          | 9               | 1             |
| 2003          | 1               | 0             |
| Összesen      | 63              | 6             |